# Fusion magnéto-inertielle
La fusion magnéto-inertielle (de l'anglais : Magneto-inertial fusion, ou MIF) décrit une classe de dispositifs de fusion qui combinent des aspects de la fusion par confinement magnétique et de la fusion par confinement inertiel dans le but de réduire les coûts des dispositifs produisant de l'énergie. La MIF utilise des champs magnétiques pour confiner un plasma initial chaud et de faible densité, puis comprime ce plasma pour l'amener dans des conditions de fusion à l'aide d'un pilote impulsif ou « revêtement ».
Les approches de fusion magnéto-inertielle diffèrent par le degré d'organisation magnétique présent dans la cible initiale, ainsi que par la nature et la vitesse de l'implosion du revêtement. Des revêtements laser, solides, liquides et plasma ont tous été proposés.
Le processus de fusion magnéto-inertielle commence par une cible de plasma chaud et dense contenant un champ magnétique. La conductivité électrique du plasma empêche ce dernier de traverser les lignes de champ magnétique. Il en résulte que la compression de la cible amplifie le champ magnétique,,. Étant donné que le champ magnétique réduit le transport des particules, le champ isole la cible du revêtement.

## Dans la fiction populaire
Les vaisseaux spatiaux dans le roman Her Brother's Keeper de Mike Kupari sont partiellement propulsés par des fusées à fusion magnéto-inertielles.